# Rungia purpurascens
Rungia purpurascens är en akantusväxtart som först beskrevs av Henry Nicholas Ridley, och fick sitt nu gällande namn av B. Hansen. Rungia purpurascens ingår i släktet Rungia och familjen akantusväxter. Inga underarter finns listade i Catalogue of Life.